# Horsholmen (vid Älgö, Raseborg)
Horsholmen är en ö i Finland. Den ligger i Finska viken och i kommunen Raseborg i landskapet Nyland, i den södra delen av landet. Ön ligger omkring 92 kilometer väster om Helsingfors.
Öns area är 14,7 hektar och dess största längd är 0,7 kilometer i öst-västlig riktning.